# Edwin Chadwick

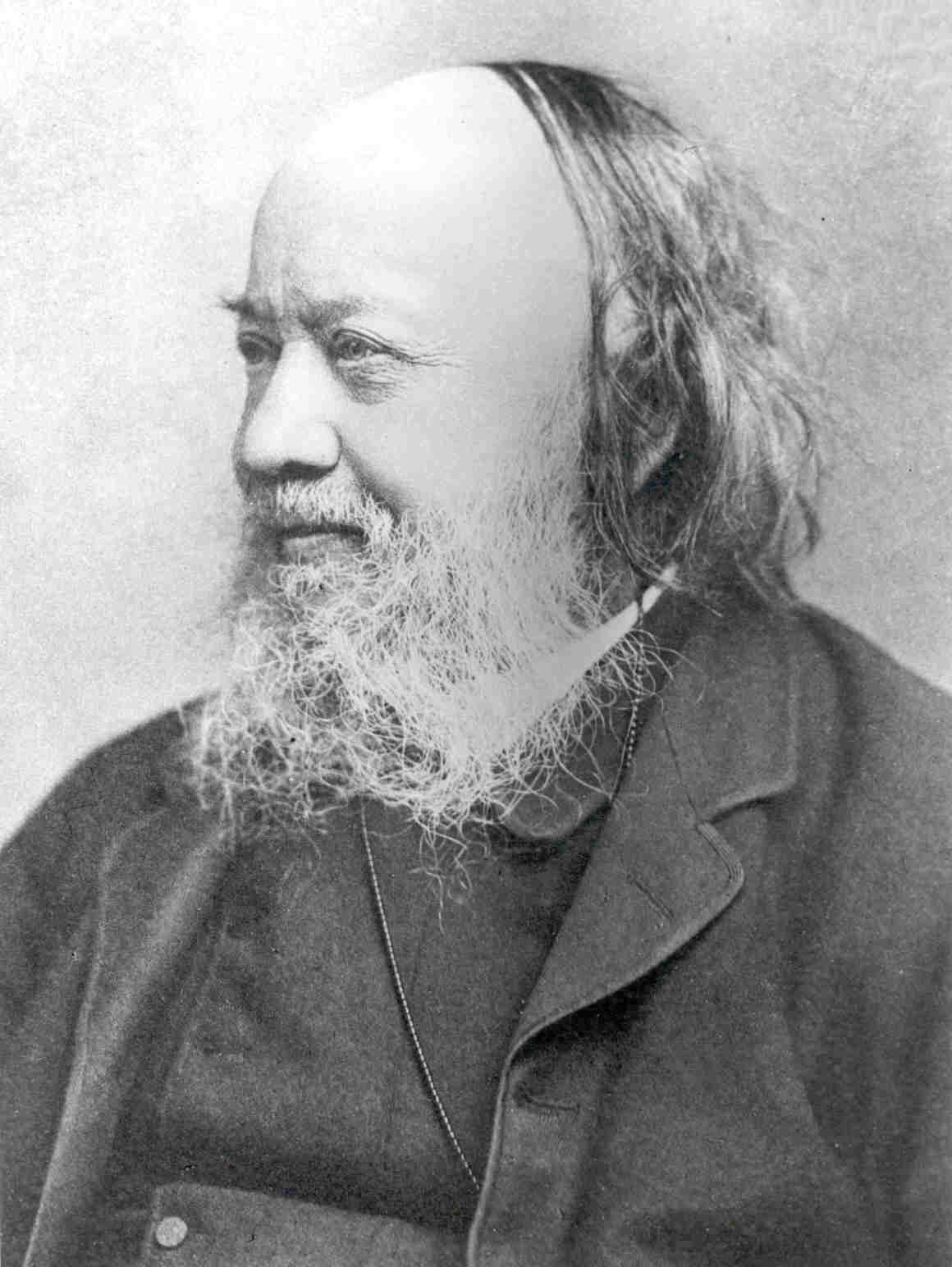
Edwin Chadwick

Sir Edwin Chadwick (* 24. Januar 1800 in Longsight bei Manchester; † 6. Juli 1890) war ein britischer Beamter, der die Diskussion um die öffentliche Gesundheitspflege im 19. Jahrhundert maßgeblich beeinflusste.

## Leben
Chadwick arbeitete zunächst als Journalist. Ab 1832 war er Assistant Commissioner und ab 1833 Chief Commissioner der Poor Law Commission. Er war ein Anhänger des Wirtschaftswissenschaftlers und Philosophen Jeremy Bentham und von dessen Motto überzeugt Möglichst großes Glück für viele Leute. Chadwick arbeitete unter anderem am Factory Act (verabschiedet 1833) und am Poor Law Amendment Act (verabschiedet 1834). Er kam dabei zu der persönlichen Überzeugung, dass Krankheit ein unmittelbares Resultat der Bedingung sein, unter denen die armen Schichten Großbritanniens lebten. Seine Erkenntnisse fasste er in dem im Juli 1842 erschienenen Werk Report from the Poor Law Commissioners on an Inquiry into the Sanitary Conditions of the Labouring Population of Great Britain zusammen. Es stellt einen Meilenstein in der Geschichte des öffentlichen Gesundheitswesens dar und hatte eine große Wirkung für die Etablierung der Stadthygiene im viktorianischen Zeitalter. Er forderte nicht nur eine umfassende medizinische Versorgung und eine zentrale Gesundheitsbehörde. Zu seinen stadthygienischen Forderungen gehörte – angesichts der hohen Sterblichkeit und der wiederholten Cholera-Ausbrüche – auch die Verbesserung der Wasserversorgung, deren Verknüpfung mit der Abwasserkanalisation und der landwirtschaftlichen Abwasserverwertung über Rieselfelder, sowie eine verbesserte Abfallentsorgung.
Chadwick konnte sich mit seinen Ansichten nur teilweise durchsetzen, obgleich er von einem Teil der Ingenieure, insbesondere seinem Freund William Lindley, unterstützt wurde. 1854 wurde die britische Gesundheitsbehörde wieder aufgelöst und er in Pension geschickt. 1889 wurde er wegen seiner Verdienste als Knight Commander des Order of the Bath geadelt.
Er ist einer der 23 ursprünglichen Namen auf dem Fries der London School of Hygiene and Tropical Medicine, die Personen aufführen, die sich um öffentliche Gesundheit und Tropenmedizin verdient gemacht haben.
Chatwicks Adresse in London waren die Cartwright Gardens.